# Adelognathus marginellus
Adelognathus marginellus är en stekelart som beskrevs av Holmgren 1857. Adelognathus marginellus ingår i släktet Adelognathus och familjen brokparasitsteklar. Arten är reproducerande i Sverige. Inga underarter finns listade i Catalogue of Life.